# Valódi botsáskák
A valódi botsáskák (Phasmatidae) a rovarok (Insecta) osztályába és a botsáskák (Phasmatodea) rendjébe tartozó család.

## Rendszerezés
A családba az alábbi alcsaládok és nemek tartoznak:
- Cladomorphinae
- Clitumninae
- Eurycanthinae
- Extatosomatinae Sellick, 1997
  - Extatosoma
- Lonchodinae
- Phasmatinae
- Platycraninae
- Tropidoderinae
- Xeroderinae
- Bizonytalan helyzetűek:
  - Achrioptera (incertae sedis)
  - Diagoras (incertae sedis)
  - Eucarcharus (incertae sedis)
  - Glawiana (incertae sedis)
  - Hermarchus (incertae sedis)
  - Macrophasma (incertae sedis)
  - Monoiognosis (incertae sedis)
  - Nesiophasma (incertae sedis)
  - Phasmotaenia (incertae sedis)
  - Sadyattes (incertae sedis)
  - Spathomorpha (incertae sedis)
  - Stephanacris (incertae sedis)